# 博纳祭坛

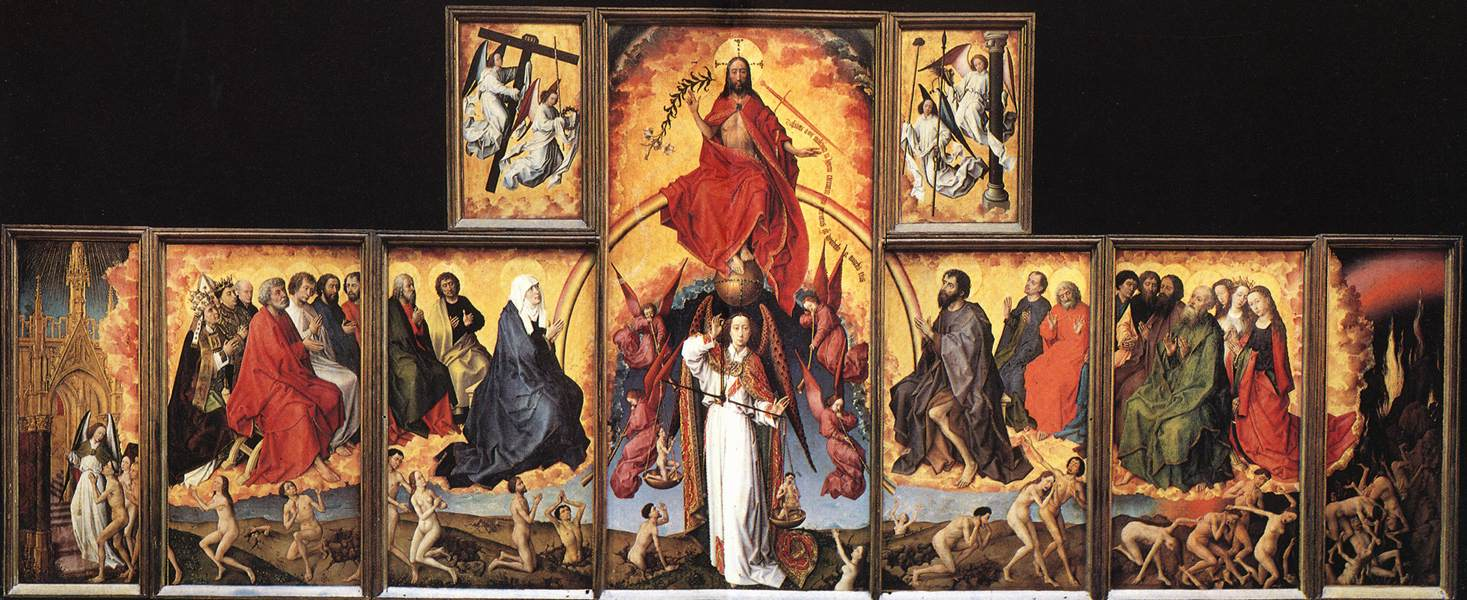
伯恩祭坛, c. 1445–1450. 220cm x 548cm (不包括边框).

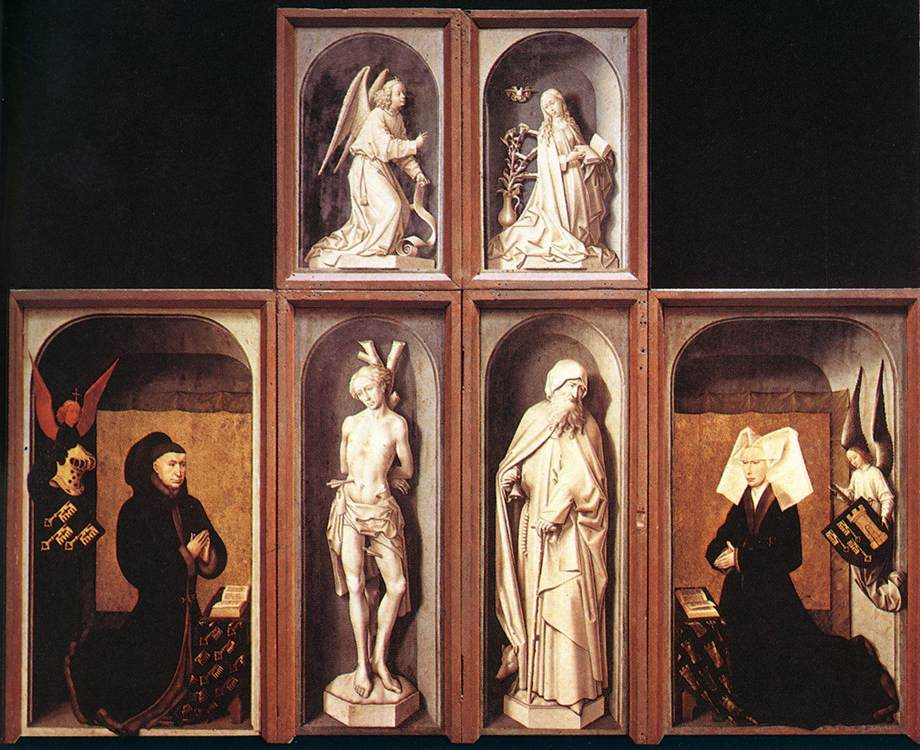
祭坛的两翼六个模块展开图，画中捐助者跪在两侧

博纳祭坛 （或最后的审判 ）是一幅大型祭坛画。于公元1445-1450年由早期尼德兰画家罗希尔·范德魏登绘成。博纳祭坛画是一幅油画作品，起初绘制在橡木板上，后来部分被转移到画布上 。 它由15幅小型画组成，分别置于9个板块上，其中6个置于祭坛两侧。 博纳祭坛仍然保留着部分原始框架，对于那个时期的作品，这一点并不常见。 
两侧的六个外部板块（也可以称作防护板）配有用于折叠的铰链；祭坛画合起关闭时，人们可以清楚地看到画中圣徒和捐助者的外视图。 内面的内容有一些来自《最后的审判》，这些场景横跨两个并排的板块区域。 位于中心较大的板块，其中的图画内容则延伸至每一个区域，描述的是基督端坐在彩虹之上，对世人进行审判。而在他下方， 天使长米迦勒手持秤砣，仔细衡量每个人灵魂的重量。 下方区域联合起来展现出一副较为完整的场景，最右边的板块画的是天堂之门，而最左边画的则是地狱的入口。 在画中的天堂与地狱之间，可以看到已逝的人死而复生，正从他们的坟墓中爬出来。随后接受来自上帝的审判，最终走向自己的归属之地。
1443年，勃艮第公国(Duchy of Burgundy)大臣尼古拉·罗林(Nicolas Rolin)和他的妻子吉冈尼·德·萨林(Guigone de Salins)委托罗希尔·范德魏登为法国东部的博纳临终关怀院(Hospices de Beaune)绘制这幅祭坛画。吉冈尼·德·萨林的安息之所正处于祭坛原始位置的正前方。博纳祭坛并未受到良好的保护。20世纪，博纳祭坛被迁到其他地方，以免受日光的损害。由于临终关怀中心每年要接待近30万游客，迁走祭坛也是为了使它远离游客可能带来的伤害。随着时间流逝，博纳祭坛部分画作已难以辨认，原本的颜色愈发暗淡，灰也越积越多。除此之外，过度的修复工作使得博纳祭坛被涂上一层又一层厚厚的颜料。现如今，外板的两幅画已单独展开出来以便展示;但其实两翼通常只会在特定的礼拜日或教堂假日时打开。

## 委托情况与临终关怀中心的介绍
1422年，菲利普（Philip the Good ）任命尼古拉斯·罗林 （ Nicolas Rolin ）为勃艮第大臣，此后他一直担任该职位，长达33年。  这一举措让他摇身一变，成为了一个有钱人。在他死后，尼古拉斯将其大部分的财产贡献出来，用于建造博纳主宫医院 。  至于他为什么决定在博纳而不是在他的出生地欧坦建一所医院，其原因仍未可知。或许是因为博纳当时还未建有医院，而且1438到1440年席卷欧洲的黑死病已导致人口锐减。   除此之外，1435年签订的《阿拉斯条约》未能结束勃艮第与法国之间长期的敌对状态。1430年代末和1440年代初，武装强盗剥皮人（écorcheurs）游荡于乡间进行肆意的劫掠。博纳也遭此毒手，随后又遭遇了饥荒。  1441年，罗林得到恩仁四世的授意，建造了博纳临终关怀医院 。该医院在1452年12月31日正式投入使用。 同时，罗林也建立了sœurs hospitalières的宗教秩序。 他将临终关怀医院献给了安东尼大帝 （ Anthony the Great） 。在中世纪，圣安东尼大帝通常被视为治愈与疾病的象征。

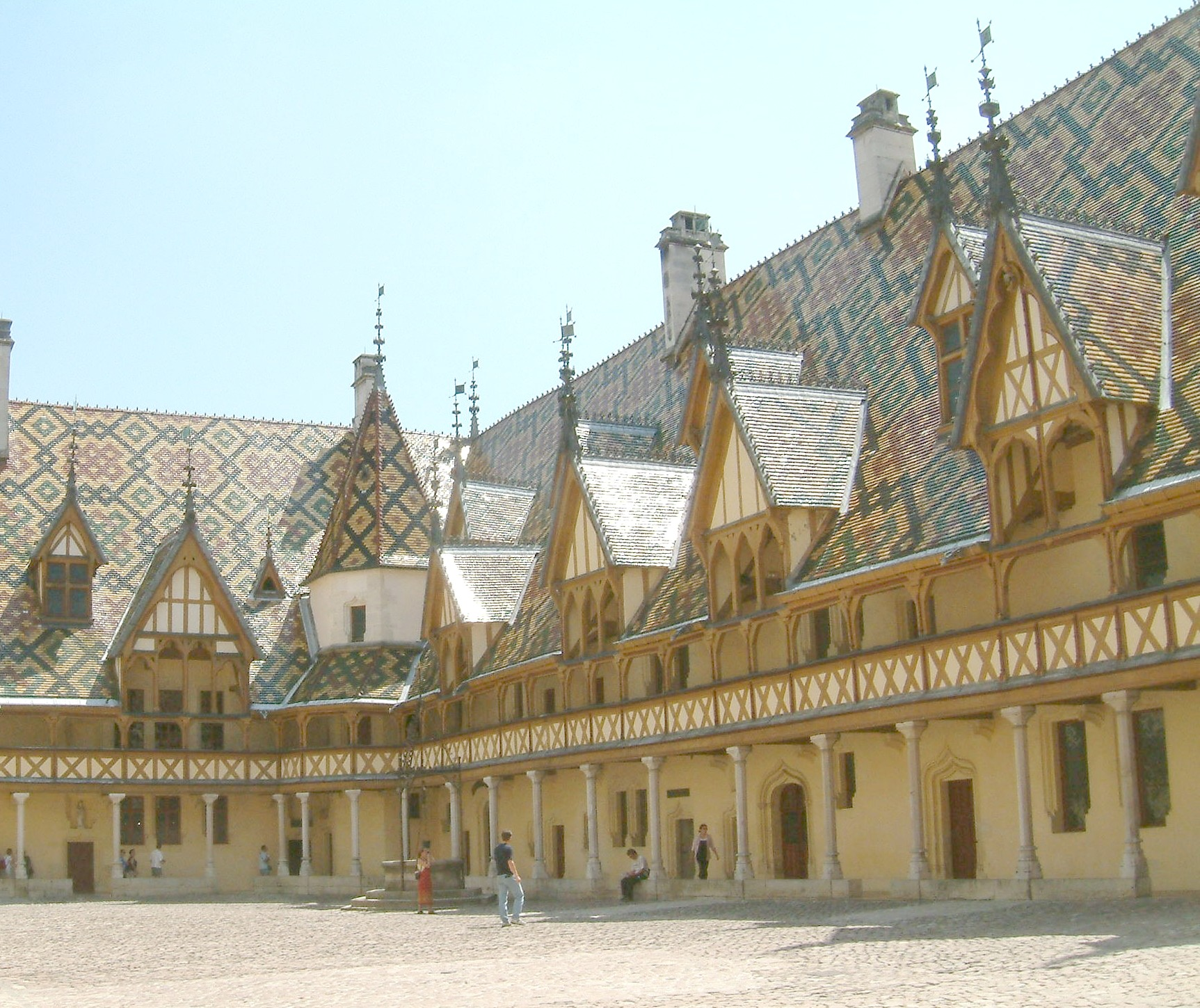
临终关怀中心庭院

罗林在1443年8月签署的临终关怀成立宪章中这样写道：“以此作为自我的救赎……感谢主，即所有财富的来源给予我生存的保障，从现在开始到永远，我建造了一所医院。”  在十四世纪五十年代后期，也就是他去世的前几年，他在医院宪章中增加了一条规定，规定每天都要做两次“安魂弥撒” 。  Rolin的妻子Guigone de Salins 在基金会中起了主要作用，同样的，他的侄子Jan Rolin可能也扮演了重要角色。 德萨林斯（De Salins）将自己的一生都奉献给了这家医院，直到至1470年去世。 

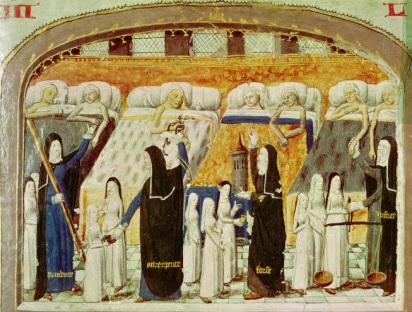
Patients of the Hotel-Dieu in their Beds, folio 77, 1482, Livre de vie active, by Jehan Henry, shows nurses attending the dying in a Paris hospital. Patients are two to a bed, except for a dying woman.

绘制该画板的目的在于为垂死者带来安逸舒适的感觉，同时对其作出警告；提醒他们谨记自己的信仰，将他们最终的思想引往神圣之处。 这一点可以从画中垂死者病床的放置位置看出。  15世纪，医疗服务费用十分昂贵，而且也并不发达。病人的精神保健与身体疾病的治疗一样重要。  对于那些已经病得无法下床走路的人，罗林（Rolin）规定在祭坛视线可及的范围内放置30张病床，可以透过一张布满网眼的屏障看到。 每张床通常只容纳两名病人，在那个通常一张大病床要同时接收六到十五个病人的时代，这是十分奢侈的。
圣塞巴斯蒂安和圣安东尼是治愈的代名词。 二者均与鼠疫有关，把他们画在画上是为了安抚那些将死者，在他们死后将会成为神圣的代祷者。  15世纪，圣迈克尔在法国发展成为一名狂热的异教追随者，被视为亡灵的守护者，在当时鼠疫肆虐的地区享有盛誉。 1441-1442年间，就在Rolin创立医院之前，该地区又爆发了另一场十分严重的鼠疫。 据艺术史学家芭芭拉·莱恩 （ Barbara Lane）说，如果留在博纳（Beaune）的话，他们很难挺过去。但是圣迈克尔（St Michael）的代表则安慰道：在每次打开祭坛的时候，他们都可以在教堂祭坛上方凝视它的身影”。 就像画板外部所绘的圣安东尼和塞巴斯蒂安一样……希望他们能战胜疾病。” 

## 具体描述

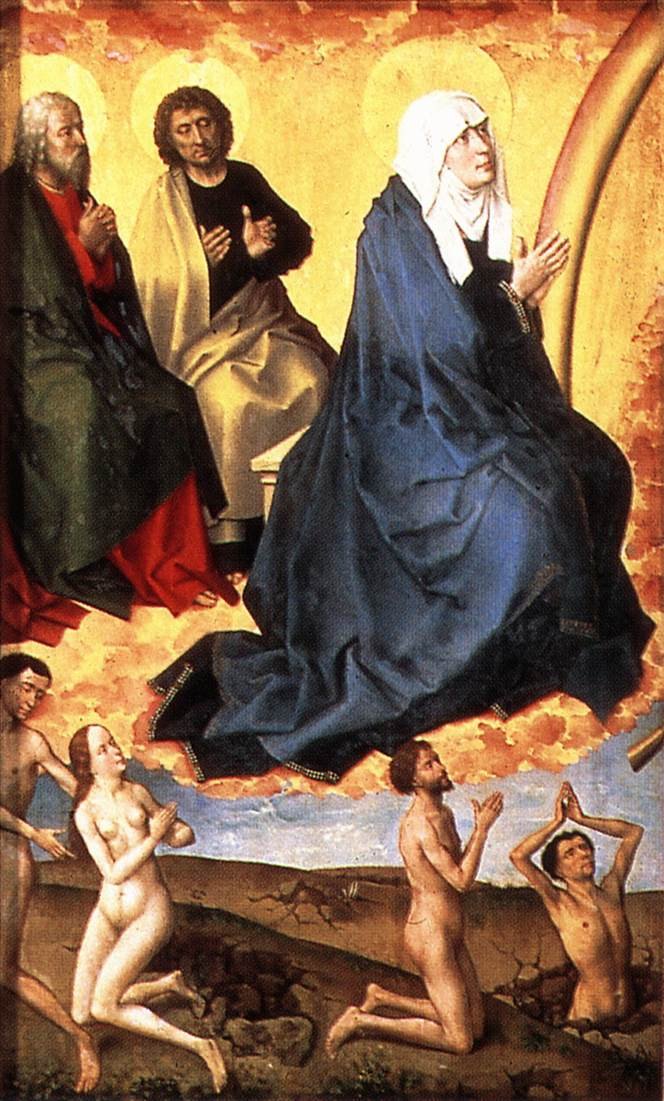
Van der Weyden disregarded division between panels; on the top left the apostle's robes flow onto the adjoining panel, on the bottom left a man is seemingly cut in two, and on the right the tip of angel's trumpet is visible.

祭坛尺寸为220 cm × 548 cm（87英寸 × 216英寸），包含15个单独的画作，横跨9个面板，其中有6个画在两侧。当祭坛画打开时，观看者会看到内部面板里的巨幅《最后的审判》。这些记录了观众将来可能会面临的命运：他们可能升入天堂或坠入地狱，得到救赎或受到诅咒；该画作的内容与医院给人的印象不谋而合。折叠外部翼面（或防护板）后，可以看到外部的画作（横跨两个上面板和四个下面板）。  外部画板用作纪念捐赠者的丧葬纪念碑。 艺术史学家林恩·雅各布斯（Lynn Jacobs）认为，“作品的双重功能决定了其内部画作以《最后的审判》为主题”。 
防护板闭合时，其状类似十字的上部。高架的中央面板为叙事场景提供了额外的空间，以描绘天堂的景象，单个大人物或被钉在十字架上的空间，十字架可以在其他面板上方延伸。 范德威登（Van der Weyden）在高高的垂直面板中传达天体，而尘世的事物则转移到较低位置的面板和外部景观中。 此外，T形呼应哥特式教堂的典型构造，其中教堂的中殿经常从过道延伸到后殿或合唱团 。  外面板的图像设置在现实世界中，捐赠者和圣人被涂上灰泥作雕塑样。  因此，该作品清楚地区分了神圣，尘世和地狱领域的人物形象。 

### 内部面板
与范德威登（Van der Weyden）的《Braque Triptych》一样 ，背景风景的布局与人物位置的安排延伸跨过下方各个面板，然而却因此忽略了面板之间的分隔。  比如同一个人物形象的不同部分被画在了两个相邻的面板上， 而Christ和St Michael被画在单个中央面板上，这是一种宗教象征的体现。  天球的边缘朝向救赎者移动的位置，整体的呈现十分戏剧化，“闪闪发光的金色背景，几乎覆盖了祭坛的整个宽度”。 
靠下的部分代表人间，包含通往天堂和地狱的大门。基督耶稣威严的形象预示着“天国的统治即将开始”。人间与天堂之间的区别营造出一种秩序感，而基督耶稣“流露出一种平静与肃穆之感”，除此之外，整个画板透露出一种平衡与流动之感。

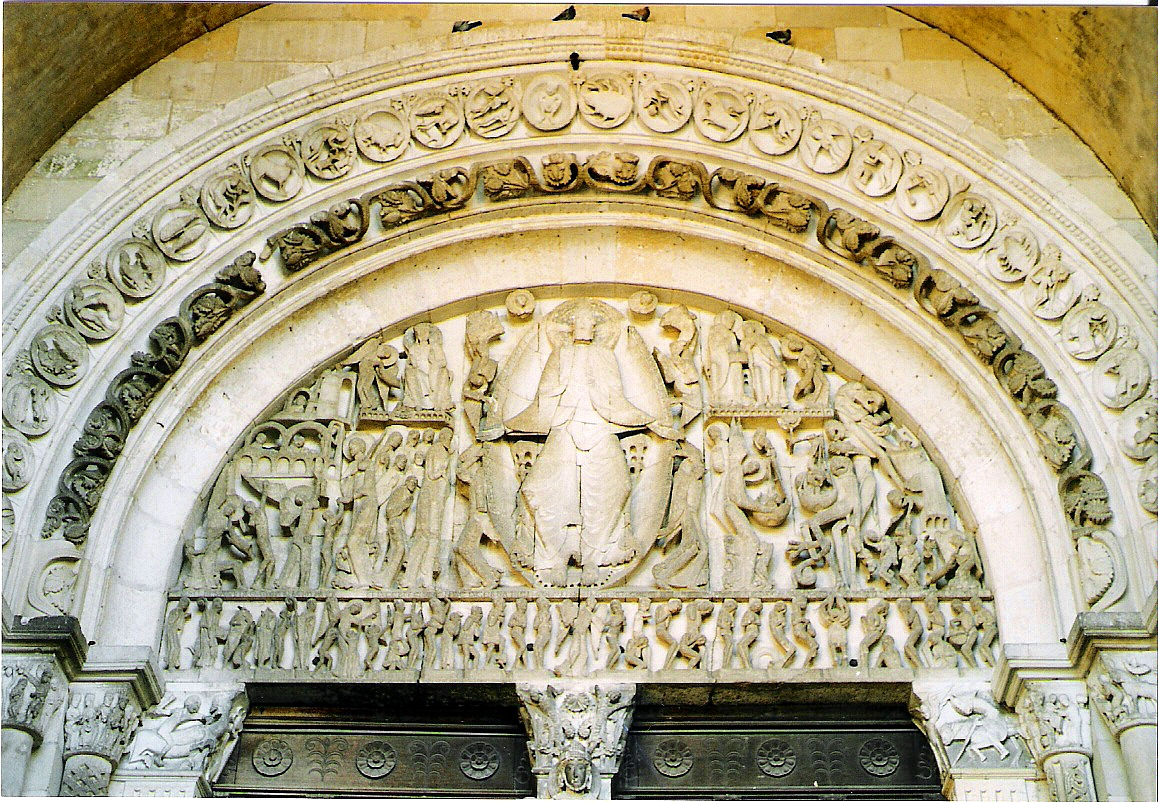
Gislebertus's Last Judgement, west tympanum of Autun Cathedral, 12th century

五个下部画板上刻画着复活者的身影，这让人联想到哥特式的半圆形山墙 ，尤其像歐坦主教座堂中的那一座 。 罗林应该是对欧坦主教座堂的入口十分了解，这不自觉地影响了他对此次作品的创作，并最终选用《最后的审判》为主题。  此外，罗林熟悉与“安魂弥撒”相关的礼拜仪式，而且应该是从15世纪的泥金装饰手抄本中了解到了与弥撒相关的最后审判场景，例如《克利夫斯的凯瑟琳祈祷书》中整页的《最后的审判》。在此手稿中，基督耶稣所处的位置与该祭坛画耶稣所处的位置相似，都是在亡灵复活形象的上方。 

#### 上部画板

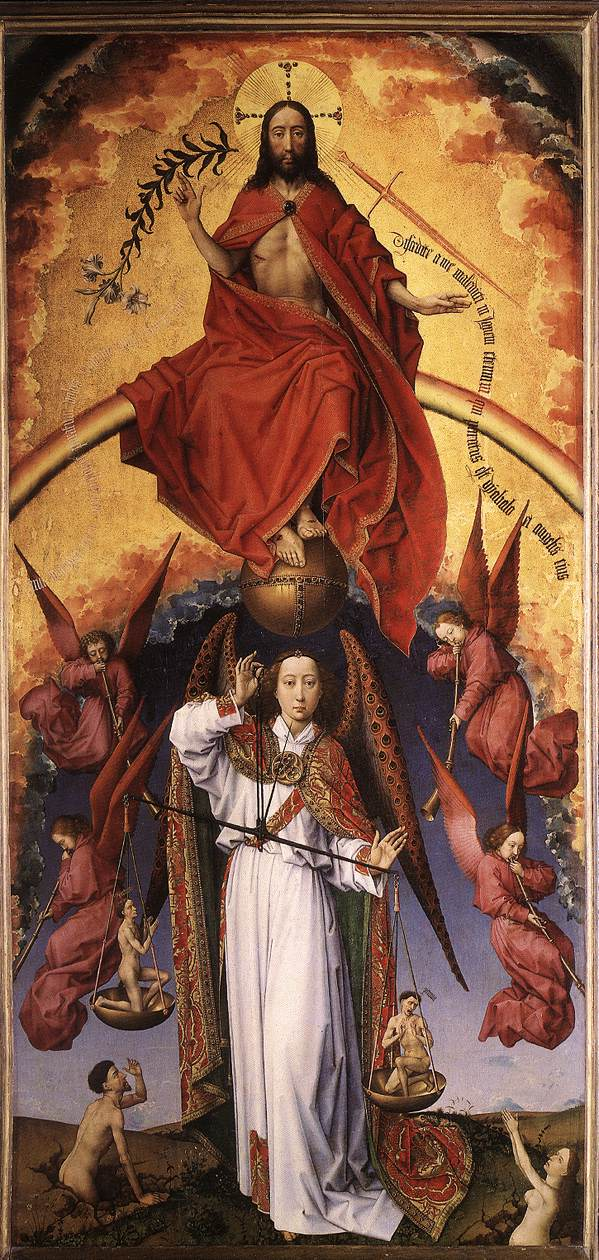
Jesus Christ and the Archangel Michael in judgement. The blessed are to their right, the condemned to their left.

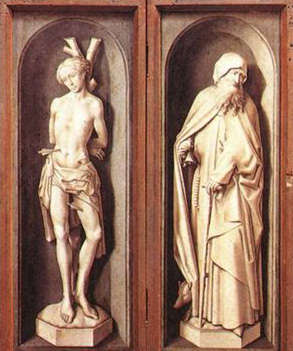
Detail showing Saints Sebastian and Anthony

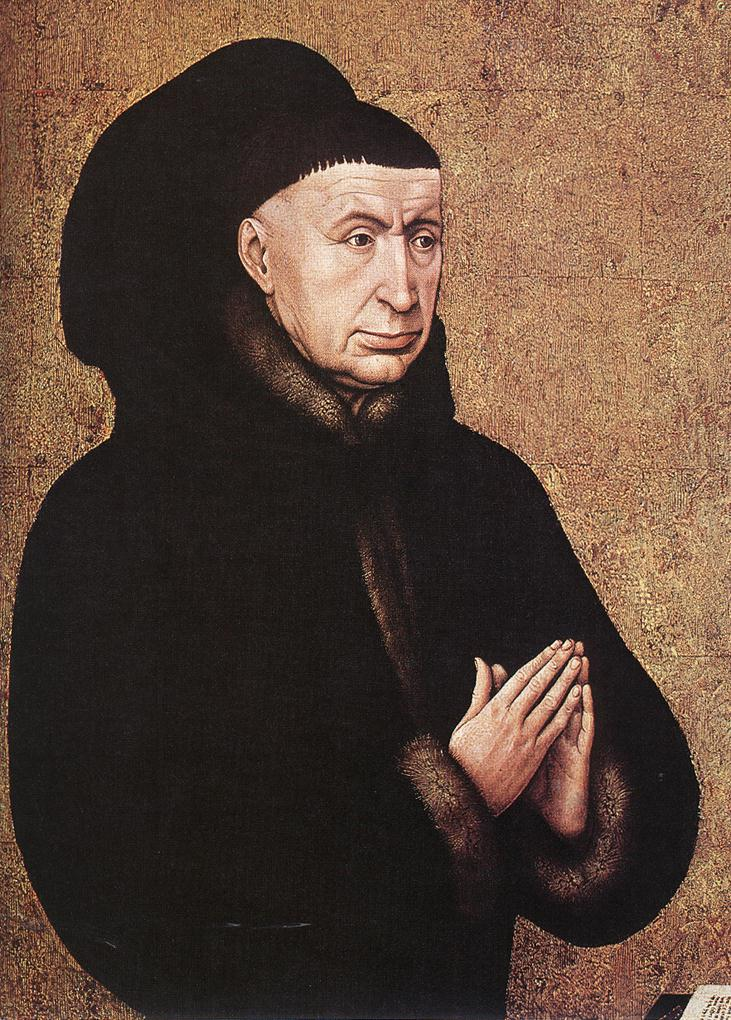
Detail of Nicolas Rolin in prayer, wearing fur-lined black robes.

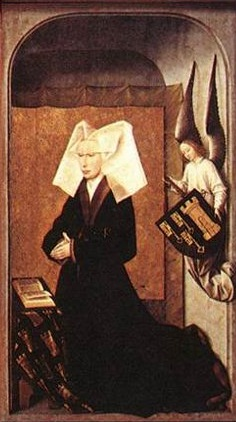
Detail of Guigone de Salins, who was buried in front of the altarpiece's original location in the hospice.

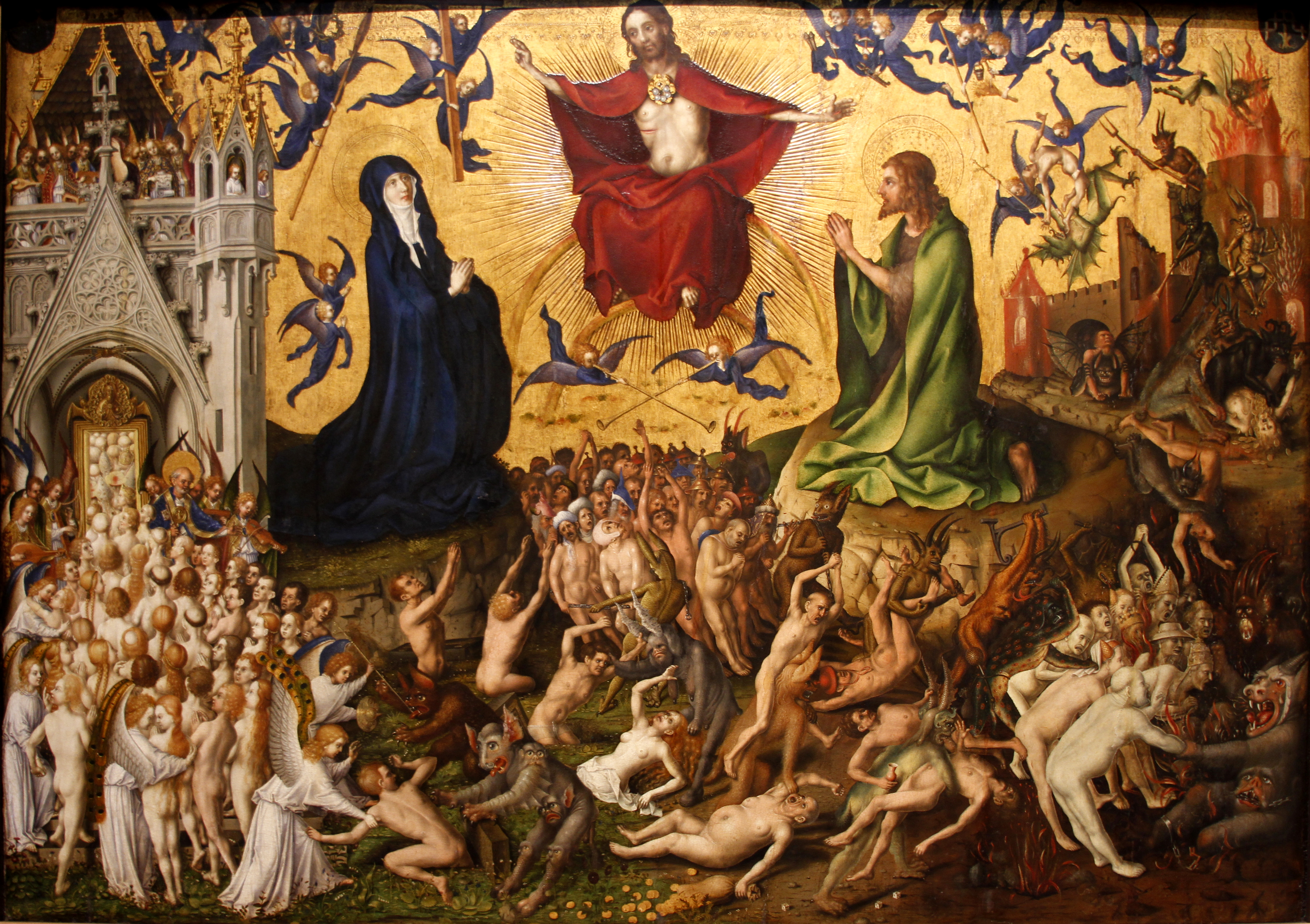
Stefan Lochner, Last Judgement, c. 1435. Wallraf-Richartz Museum, Cologne

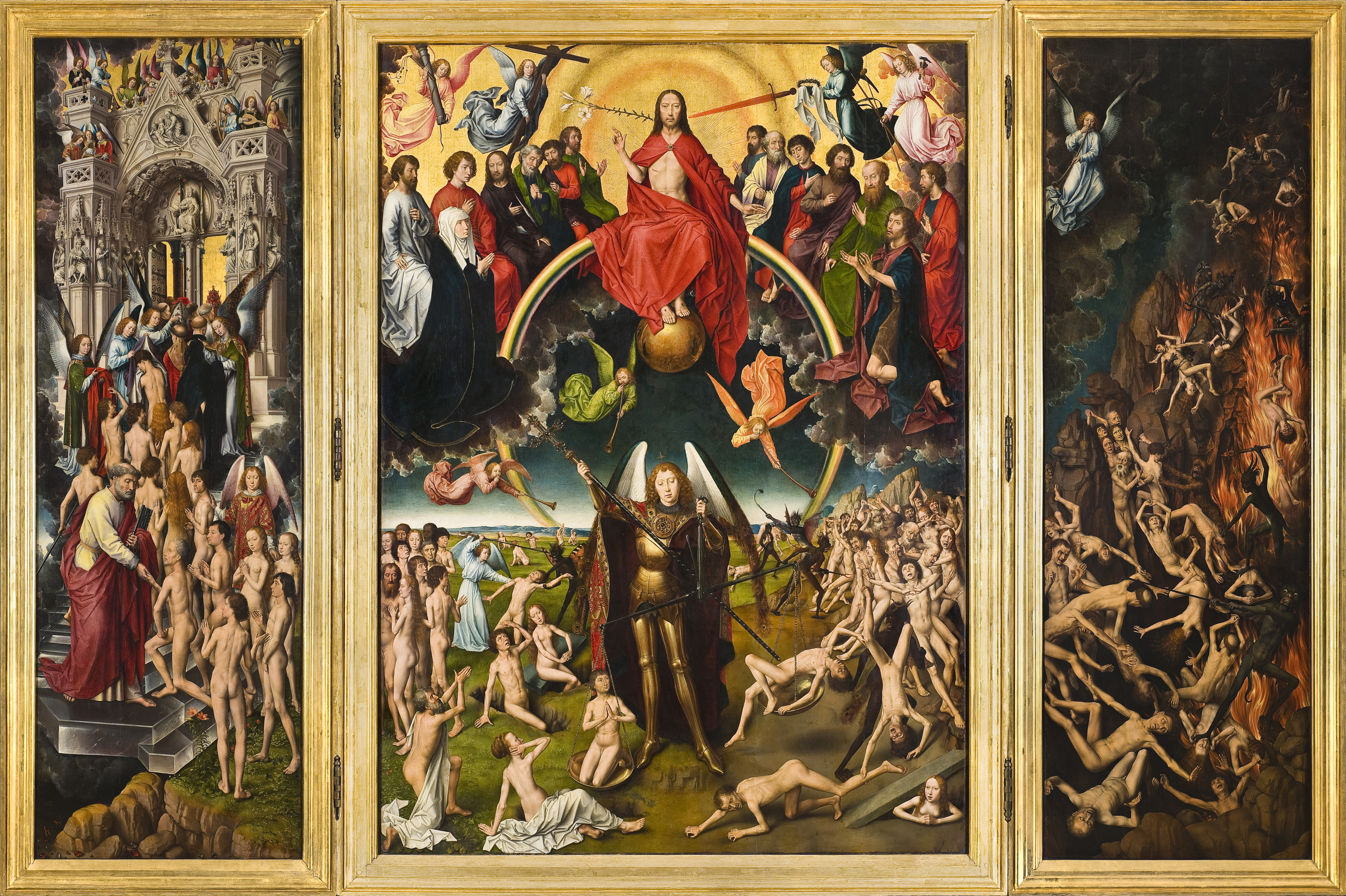
Hans Memling, Last Judgement, late 1460s, National Museum, Gdańsk

基督耶稣危坐在上方中心画板中所绘的审判席上。他右手拿着一支圣母百合，左手拿着一把利剑，坐在横跨在两块画板的彩虹上，脚踩在一个圆球上。他的右手高高举起，类似祈福的样子，左手垂下。这些姿势代表着审判;他正在判断这些灵魂是该被送到天堂还是地狱，他的手势与他脚下的大天使迈克尔所持的天平的方向和位置相呼应。他的手掌张开，露出钉在十字架上时所造成的伤口，他的长袍在一些地方裂开，人们能够清楚地看到他由命运之矛造成的伤口，鲜血从伤口处涌出。
基督耶稣的脸与在三年后的1452年完成的《布拉克三联画》中的肖像相同。  基督耶稣在图画空间布局中处于很高的位置，并跨越两个画板，占据了整个内部面板。 然而，早期的《最后的审判》看上去有些有些混乱，但罗林祭坛画中的《最后的审判》却十分有序。 
 

天使长米迦勒是神圣正义的化身和体现，位于基督的正下方，是画中是唯一既抵达过天堂也降临过人间的人物。 他表情温柔，手持一杆秤来称量灵魂的重量。 与以往基督教艺术不同的是，画中因受谴责而坠入地狱的重量要远远重于得到庇护升入天堂的重量。迈克尔每次只在秤盘里放入一个灵魂，而左侧秤盘则位于右侧下方。 在这段时期的《最后的审判》中，天使长米迦勒通常都被给予了非同寻常的突出地位，他在作品中的重要程度突出了该临终关怀中心的功能性以及对礼拜仪式的的重视。 画中米迦勒脚的姿态呈现出一种向前走的状态，就好像要破画而出。而且他定定地看着画外的观赏者们，就好似它不仅仅只是在衡量画中人物的灵魂，而也在衡量观赏者的灵魂一样。 

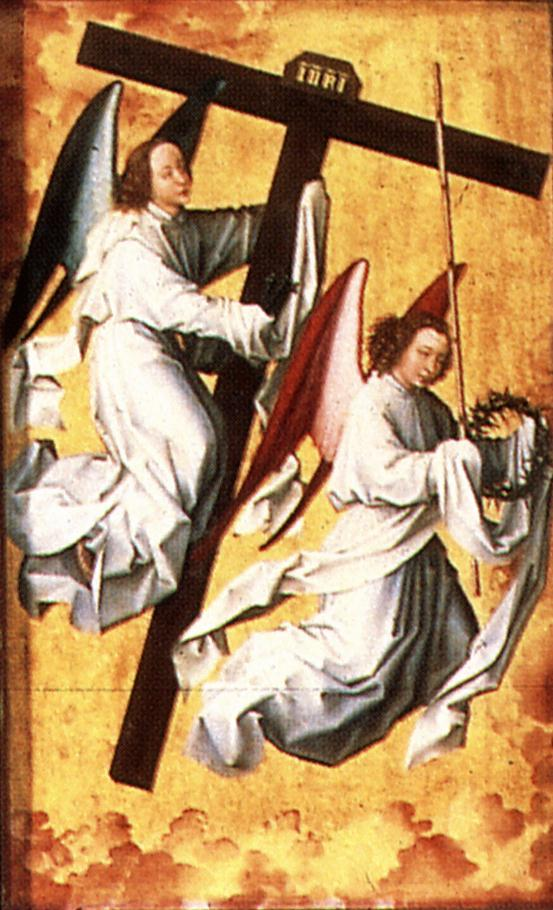
Angels holding symbols of the Passion
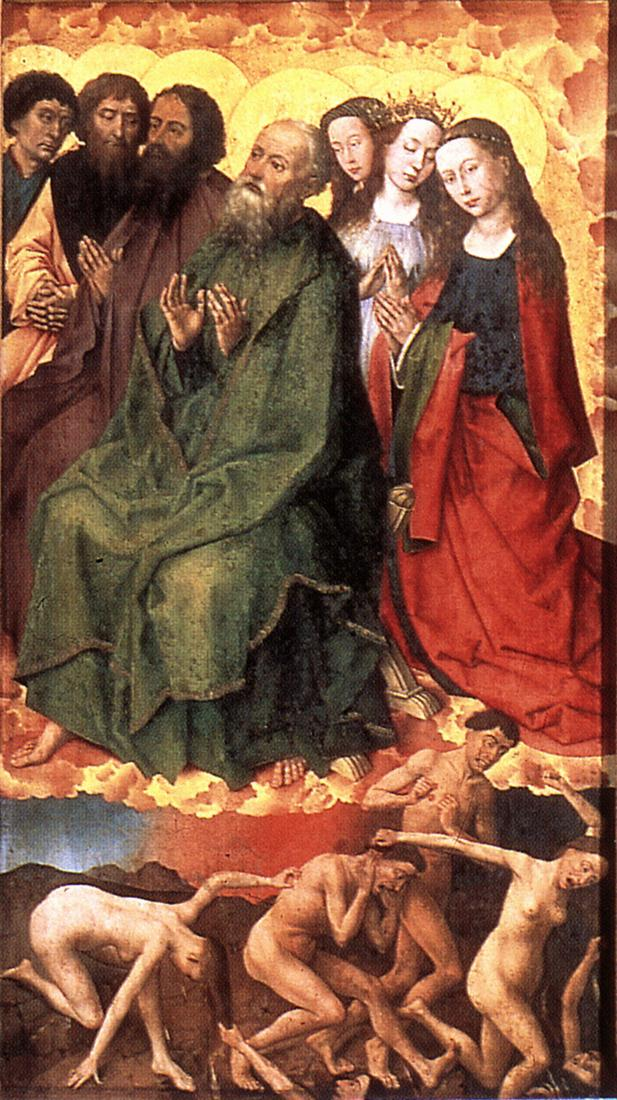
Deësis to Christ's left
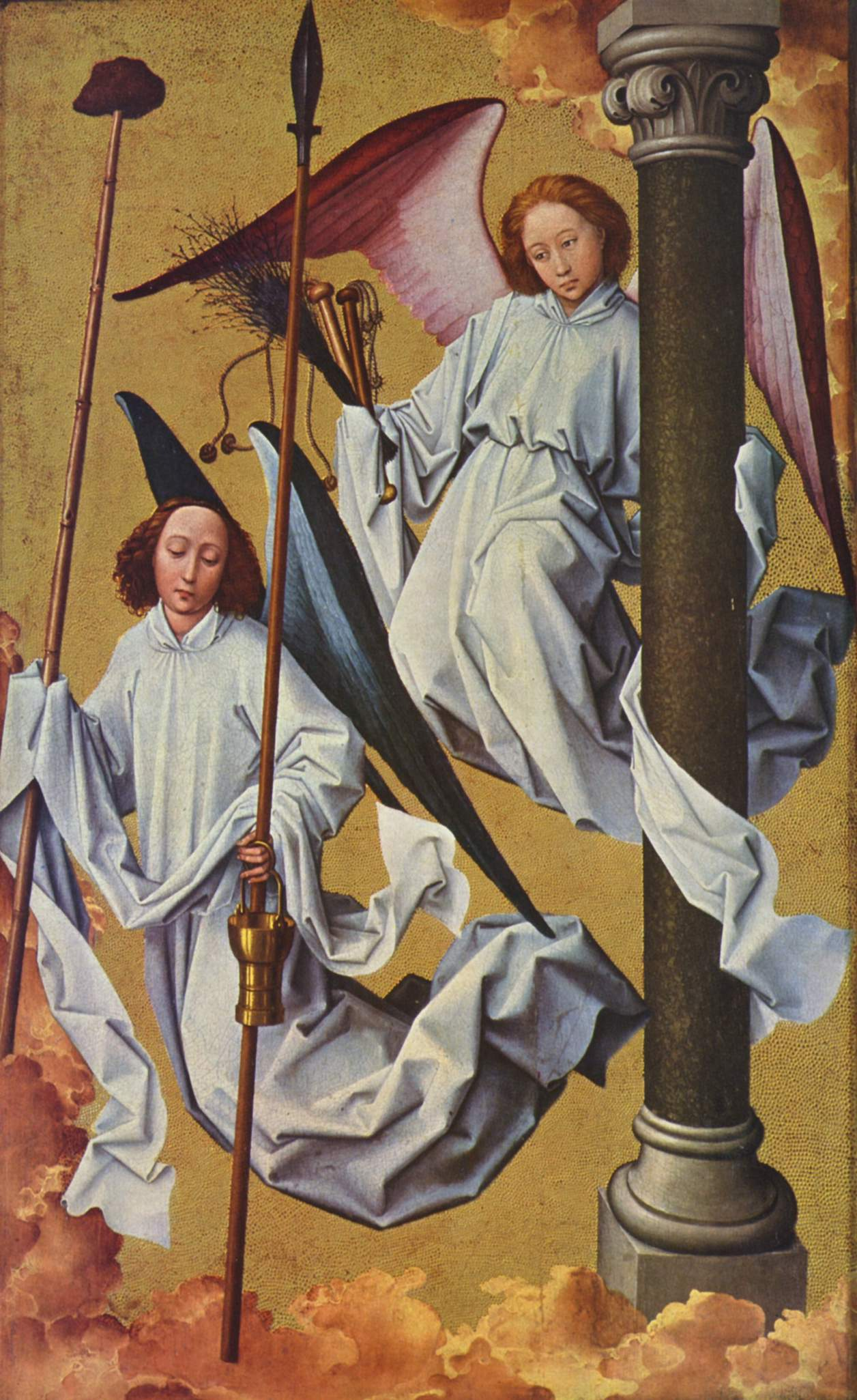
Two angels carrying the pillar on which Christ was scourged

 跟塞巴斯蒂安和安东尼一样，米迦勒也是与瘟疫有关的圣人。当病人躺在床上奄奄一息的时候，他们就会透过布满网眼的画屏看到米迦勒出的形象。  米迦勒被描绘成与《最后的审判》相关联的意象元素， ，他身着红色长袍，在闪闪发亮的白色亚麻圣衣上点缀着金色织物，是迄今为止下部面板中色彩最丰富的人物，“如催眠般，观众的目光无意识地就被吸引了过去”。莱恩说。 他周围有四只智天使在吹喇叭，将往生者唤道最终目的地。  范德·韦登（Michael der Weyden）对色彩的运用凸显了天使长米迦勒在《最后审判》中的作用：迈克尔闪闪发光的白色与天使的红色衬托形成对比，衬托在天堂的金色云朵正下方的蓝天下。 
上面的两个画板刻着一对天使，他们拿着代表“热情”的工具。这些工具包括长矛、披荆带棘的王冠和浸湿在醋里的海绵棒。天使们穿着白色的圣衣，包括白麻布圣职衣和圣衣领巾。

米迦勒的人物形象之下，灵魂正左右奔波。 被救赎的人走向天堂的大门，在那里受到圣徒的礼遇。受谴责的人堕入地狱之口接受惩罚。  正在天平上接受衡量的的灵魂赤身裸体。 被救赎的人望向基督耶稣，受谴责的人则低下头羞愧难当。二者的身体都向基督耶稣双手的方向倾斜。 为了进一步凸显这一点，分组周围的题词显示为VIRTUTES （即美德）和PECCATA （即罪孽）。 

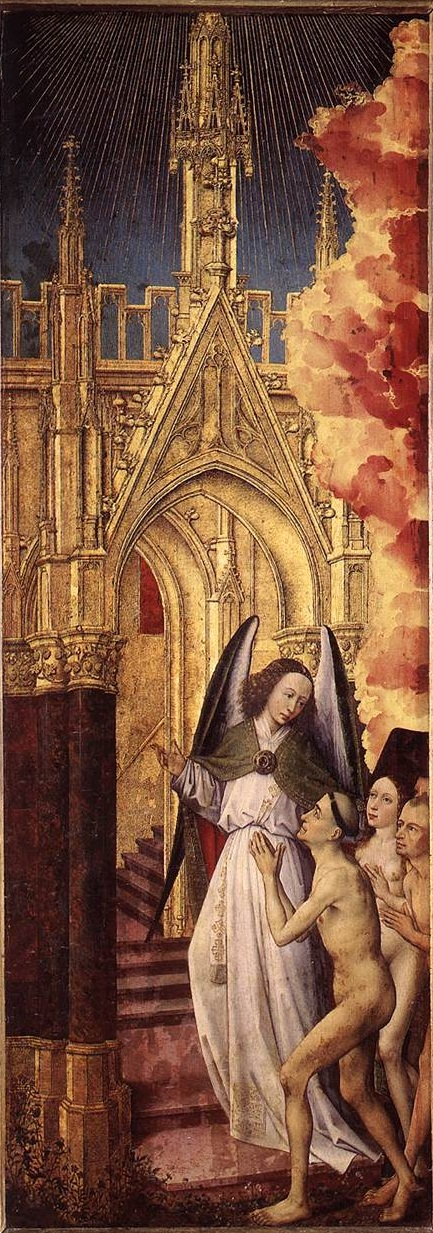
Entrance to Heaven

1. ↑  Scholars are unsure whether she was Rolin's second or third wife. See Lane (1989), 169
2. ↑  Technical analysis shows that the scales were at first tilted in the opposite direction.

### Citations
1. 1 2  Campbell (2004), 74
2. 1 2  Campbell (2004), 78
3. 1 2  Smith (1981), 276
4. ↑  Vaughan (2012), 169
5. ↑  Blum (1969), 37
6. ↑  Vaughan (2012), 94
7. ↑  Lane (1989), 167
8. ↑  Lane (1989), 170
9. ↑  Jacobs (2011), 60
10. ↑  Lane (1989), 169
11. ↑  Lane (1989), 172
12. 1 2 3  Hayum (1977), 505
13. 1 2  Lane (1989), 171–72
14. 1 2  Hayum (1977), 505
15. ↑  Lane (1989), 177–8
16. 1 2  Lane (1989), 180
17. 1 2  Blum (1969), 39
18. 1 2  Jacobs (1991), 33–35
19. ↑  Jacobs (1991), 36–37
20. 1 2  Jacobs (1991), 60–61
21. 1 2  Jacobs (2011), 97
22. ↑  Jacobs (2011), 98
23. 1 2  Blum (1969), 43
24. ↑  Lane (1989), 177
25. 1 2 3 4  Lane (1989), 176–77
26. 1 2 3  Upton (1989), 39
27. 1 2  McNamee (1998), 181
28. 1 2 3  Blum (1969), 30
29. ↑  Lane (1991), 627
30. ↑  Ridderbos et al. (2005), 35
31. ↑  Campbell (2004), 81

### Sources
- Acres, Alfred. "Rogier van der Weyden's Painted Texts". Artibus et Historiae, Volume 21, No. 41, 2000.
- Blum, Shirley Neilsen. Early Netherlandish Triptychs: A Study in Patronage. Berkeley: California Studies in the History of Art, 1969. ISBN 0-520-01444-8
- Campbell, Lorne. Van der Weyden. London: Chaucer Press, 2004. ISBN 1-904449-24-7
- Campbell, Lorne. Van der Weyden. New York: Harper & Row, 1980. ISBN 0-06-430-650-X
- Campbell, Lorne. "Early Netherlandish Triptychs: A Study in Patronage by Shirley Neilsen Blum" (review). Speculum, Volume 47, No. 2, 1972.
- Drees, Clayton. The Late Medieval Age of Crisis and Renewal, 1300–1500. Westport: Greenwood, 2000. ISBN 0-313-30588-9
- Hall, James. A History of Ideas and Images in Italian Art. London: John Murray, 1983. ISBN 0-7195-3971-4
- Hayum, Andrée. "The Meaning and Function of the Isenheim Altarpiece: The Hospital Context Revisited". Art Bulletin, Volume 59, No. 4, 1977.
- Jacobs, Lynn. Opening Doors: The Early Netherlandish Triptych Reinterpreted. University Park: Pennsylvania State University Press, 2011. ISBN 0-271-04840-9
- Jacobs, Lynn. "The Inverted 'T'-Shape in Early Netherlandish Altarpieces: Studies in the Relation between Painting and Sculpture". Zeitschrift für Kunstgeschichte, Volume 54, No. 1, 1991.
- Lane, Barbara. "Requiem aeternam dona eis: The Beaune Last Judgment and the Mass of the Dead". Simiolus: Netherlands Quarterly for the History of Art, Volume 19, No. 3, 1989.
- Lane, Barbara. "The Patron and the Pirate: The Mystery of Memling's Gdańsk Last Judgment". The Art Bulletin, Volume 73, No. 4, 1991.
- McNamee, Maurice. Vested Angels: Eucharistic Allusions in Early Netherlandish paintings. Leuven: Peeters Publishers, 1998. ISBN 90-429-0007-5
- Panofsky, Erwin. Early Netherlandish Painting: Its Origins and Character. New York: Harper & Row, 1953.
- Ridderbos, Bernhard; Van Buren, Anne; Van Veen, Henk. Early Netherlandish Paintings: Rediscovery, Reception and Research. Amsterdam: Amsterdam University Press, 2005. ISBN 0-89236-816-0
- Smith, Jeffrey Chipps. The Northern Renaissance. London: Phaidon Press, 2004. ISBN 0-7148-3867-5
- Smith, Molly Teasdale. "On the Donor of Jan van Eyck's Rolin Madonna". Gesta, Volume 20, No. 1, 1981.
- Upton, Joel Morgan. Petrus Christus: his place in Fifteenth-Century Flemish painting. University Park: Pennsylvania State University Press, 1989. ISBN 0-271-00672-2
- Vaughan, Richard. Philip the Good. Martlesham: Boydell and Brewer, 2012. ISBN 978-0-85115-917-1